# Moss (együttes)
A Moss angol doom/sludge metal trió volt 2001-től 2015-ig. Southampton városában alakultak. 
A zenekar 2008-as albumának producere Jus Oborn, az Electric Wizard énekese volt.

## Tagok
- Olly Pearson - ének
- Dominic Finbow - gitár
- Chris Chantler - dob

## Diszkográfia
Stúdióalbumok
- Cthonic Rites (2005)
- Sub Templum (2008)
- Horrible Night (2013)